# Elihu Root
Elihu Root (Clinton, 1845. február 15. – New York, 1937. február 7.) az Amerikai Egyesült Államok szenátora (New York, 1909–1915).